# Jefte
A Jefte héber eredetű férfinév, jelentése: szabadítson meg Jahve.

## Gyakorisága
Az 1990-es években szórványos név, a 2000-es években nem szerepel a 100 leggyakoribb férfinév között.

## Névnapok
ajánlott névnap
- május 1.[2]

## Híres Jefték
- Jefte, bibliai személy, Izráel bírája